# Nguyễn Phúc Miên Điều
Nguyễn Phúc Miên Điều (còn có âm đọc là Điệu) (chữ Hán: 阮福綿𡩢; 13 tháng 2 năm 1836 – 17 tháng 7 năm 1891), tước phong Kiến Hòa Quận công (建和郡公), là một hoàng tử con vua Minh Mạng nhà Nguyễn trong lịch sử Việt Nam.

## Tiểu sử
Hoàng tử Miên Điều sinh ngày 27 tháng 12 (âm lịch) năm Ất Mùi (năm dương lịch là 1836), là con trai thứ 71 của vua Minh Mạng, mẹ là Tài nhân vị nhập lưu Bùi Thị San. Miên Điều là anh em cùng mẹ với hai hoàng nữ là Định Thành Công chúa Hòa Thận và Bái Trạch Công chúa Trinh Tĩnh. Khi còn là hoàng tử, ông ra ở phủ riêng, có học hạnh.
Năm Minh Mạng thứ 21 (1840), vua cho đúc các con thú bằng vàng để ban thưởng cho các hoàng thân anh em, các hoàng tử công và hoàng tử chưa được phong tước. Hoàng tử Miên Điều được ban cho một con thỏ bằng vàng nặng 4 lạng 3 đồng cân.
Năm Tự Đức thứ 5 (1852), ông được phong làm Kiến Hòa Quận công (建和郡公).
Năm Thành Thái thứ 3, Tân Mão (1891), ngày 12 tháng 6 (âm lịch), quận công Miên Điều mất, thọ 57 tuổi (tuổi mụ), thụy là Cung Lượng (恭亮). Mộ của ông được táng tại Dương Xuân (Hương Thủy, Thừa Thiên - Huế), còn phủ thờ dựng tại An Cựu Tây.
Quận công Miên Điều có 14 con trai và 10 con gái. Ông được ban cho bộ chữ Qua (戈) để đặt tên cho các con cháu trong phòng. Theo Đại Nam liệt truyện thì tất cả những người con của ông đều buông thả, không theo khuôn phép nên bị tước khỏi tôn phả. Ngay cả con thứ là Hồng Tiễn lúc đầu được tập phong, sau phải tội mà bị phế. Nguyễn Phúc Bửu Chánh, cháu cố của quận công Miên Điều, là người sáng lập Liên minh Quân chủ Lập hiến Đa nguyên Việt Nam.